# NordWestBahn
NordWestBahn GmbH – приватна залізнична компанія, що надає послуги регіональних перевезень на кількох маршрутах у північній та західній Німеччині. 
Це спільне підприємство Stadtwerke Osnabrück AG, Verkehr und Wasser GmbH в Ольденбурзі та Transdev Germany, Берлін. 
Головний офіс компанії знаходиться в Оснабрюку. 
NWB стверджує, що є найбільшою регіональною залізничною компанією Німеччини.
З 5 листопада 2000 року «NordWestBahn» керує мережею Везер-Емс у Нижній Саксонії від імені компанії громадського транспорту Нижньої Саксонії («Landesnahverkehrsgesellschaft Niedersachsen - LNVG»). 
У березні 2008 року NordWestBahn виграв тендер на управління регіональний S-Bahn Бремен/Нижня Саксонія, перемігши німецького національного залізничного оператора DB Regio. 
Експлуатація цих маршрутів почалася в грудні 2010 року.

## Операції
| лінія | Назва                      | Маршрут                                                                                  | Дати контракту    |
| ----- | -------------------------- | ---------------------------------------------------------------------------------------- | ----------------- |
| RE 18 |                            | Вільгельмсгафен-Гл — Ольденбург (Олдб)-Гл — Оснабрюк-Гл                                  | 11/2000 – 12/2026 |
| RB 58 |                            | Бремен-Гл — Дельменгорст — Фехта — Оснабрюк-Гл                                           | 11/2000 – 12/2026 |
| RB 59 |                            | Вільгельмсгафен-Гл — Євер — Вітмунд — Есенс                                              | 11/2000 – 12/2026 |
| RE 19 |                            | Вільгельмсгафен-Гл – Ольденбург (Олдб)-Гл – Бремен-Гл                                    | 12/2003 – 12/2026 |
| RS 1  |                            | Бремен-Фарге — Бремен-Гл — Верден                                                        | 12/2011 – 12/2021 |
| RS 2  |                            | Бремергафен-Леге – Бремергафен-Гл – Бремен-Гл – Твістрінген                              | 12/2010 – 12/2021 |
| RS 3  |                            | Бремен-Гл — Ольденбург (Олдб)-Гл — Бад-Цвішенан                                          | 12/2010 – 12/2021 |
| RS 4  |                            | Бремен-Гл — Норденгем                                                                    | 12/2010 – 12/2021 |
| RB 77 | Везербан                   | Гільдесгайм-Гл – Гамельн – Льоне – Бюнде                                                 | 12/2011 – 12/2021 |
| RB 79 | Ламментальбан              | Гільдесгайм-Гл — Боденбург                                                               | 12/2011 – 12/2021 |
| RB 74 | Зеннебан                   | Білефельд-Гл – Гефельгоф – Падерборн-Гл                                                  | 12/2003 – 12/2025 |
| RB 75 | Галлер-Віллем              | Білефельд-Гл — Галле (Вестф.) — Діссен-Бад-Ротенфельде – Оснабрюк-Гл                     | 12/2003 – 12/2025 |
| RB 84 | Еггебан                    | Падерборн-Гл – Оттберген – Гольцмінден – Крайензен                                       | 12/2003 – 12/2025 |
| RB 85 | Обервезербан               | Оттберген — Боденфельде — Геттінген                                                      | 12/2013 – 12/2025 |
| RE 14 | Емшер-Мюнстерланд-Експресс | Боркен (Вестф)/Кесфельд (Вестф) — Дорстен — Гладбек — Ботроп-Гл – Ессен-Гл — Ессен-Штеле | 12/2006 – 12/2028 |
| RE 10 | Нірс-Експрес               | Дюссельдорф-Гл — Крефельд-Гл — Гелдерн — Клеве                                           | 12/2009 – 12/2025 |
| RB 31 | Дер-Нідеррайнер            | Ксантен – (Камп-Лінтфорт Південна державна садова виставка 2020) Мерс – Дуйсбург-Гл      | 12/2009 – 12/2025 |
| RB 36 | Рурортбан                  | Дуйсбург-Рурорт — Обергаузен-Гл                                                          | 12/2010 – 12/2025 |
| RE 44 | Фосса-Емшер-Експрес        | Мерс – Дуйсбург-Гл – Обергаузен-Гл – Боттроп-Гл                                          | 12/2010 – 12/2025 |

## Рухомий склад
| Клас   | Фото | Вагонів у потязі | Тип          | Найвища швидкість | Найвища швидкість | Кількість | Виробник                   | Рік виробництва |
| Клас   | Фото | Вагонів у потязі | Тип          | км/год            | mph               | Кількість | Виробник                   | Рік виробництва |
| ------ | ---- | ---------------- | ------------ | ----------------- | ----------------- | --------- | -------------------------- | --------------- |
| VT 643 |      | 2 or 3           | Дизель-поїзд | 120               | 75                | 43        | Bombardier Talent          | 2003-2006       |
| VT 648 |      | 2                | Дизель-поїзд | 120               | 75                | 59        | Alstom LINT-41             | 2000-2010       |
| ET 440 |      | 3 or 5           | Електропоїзд | 160               | 99                | 35        | Alstom Coradia Continental | 2010            |